# Liparetrus demarzi
Liparetrus demarzi är en skalbaggsart som beskrevs av Britton 1959. Liparetrus demarzi ingår i släktet Liparetrus och familjen Melolonthidae. Inga underarter finns listade i Catalogue of Life.